# Cleomenes III
Cleomenes III (tiếng Hy Lạp: Κλεομένης) là vua của Sparta từ 235-222 trước Công nguyên. Ông kế vị ngai vàng của nhà Agiad của Sparta sau khi cha của ông, Leonidas II, mất năm 235 TCN.
Từ năm 229 TCN đến 222 TCN, Cleomenes tiến hành chiến tranh chống lại liên minh Achaea dưới sự chỉ huy của Aratos của Sicyon. Trong nước, ông được biết đến với nỗ lực của mình để cải cách nhà nước Sparta. Sau khi bị đánh bại bởi người Achea trong trận Sellasia năm 222 TCN, ông trốn sang triều đại Ptolemaios của Ai Cập. Sau khi một cuộc nổi loạn không thành công trong năm 219TCN, ông tự sát.

## Thời niên thiếu
Cha mẹ ông là vua Leonidas II và bà Cratesicleia. Ông được sinh ra ở Sparta và là một thành viên của triều đại Agiad. Năm sinh chính xác của Cleomenes không rõ, nhưng sử gia Peter Green đặt nó giữa năm 265 TCN và 260 TCN.
Trong khoảng năm 242 trước Công nguyên, Leonidas II đã bị truc xuất khỏi Sparta và buộc phải tìm nơi trú ẩn trong ngôi đền của thần Athena sau khi phản đối những cải cách của vua nhà Eurypond là Agis IV. Em rể của Cleomenes, Cleombrotos, một người ủng hộ của Agis IV, đã trở thành vua. Trong khi đó, Agis IV khi bắt đầu cải cách của ông đã lên đường chinh chiến gần eo đất Corinth, nhờ đó Leonidas II có một cơ hội để giành lại ngai vàng của mình. Ông nhanh chóng lật đổ Cleombrotos và khi Agis IV trở lại xứ Sparta, ông ta bị bắt và xử tử.
Sau khi hành quyết Agis IV, Cleomenes - người đã khoảng mười tám tại thời điểm - cha ông buộc ông kết hôn với vợ cũ của Agis, Agiatis, người mà thừa kế một khối tài sản lớn. Theo truyền thuyết, Cleomenes đang đi săn khi cha của ông gửi cho ông một thông báo cho ông phải trở lại ngay Sparta. Khi ông trở về thành phố, ông thấy rằng nó đã được trang trí cho một đám cưới và khi ông hỏi cha mình ai là người kết hôn, cha ông trả lời rằng chính là ông, Cleomenes. Có một ghi chép rằng Cleomenes đã nghi ngờ về cuộc hôn nhân bởi vì cha của ông đã hành quyết chồng cũ của Agiatis.

## Làm vua

### Những năm đầu tiên
Sau khi cha mình qua đời, Cleomenes III lên ngôi báu của Vương quốc Sparta trong năm 235 Trước Công Nguyên. Cleomenes III quyết tâm noi gương theo cố vương Agis IV và bắt đầu cải cách. Trong khi đó, Liên minh Achaea dưới sự chỉ huy của Aratos của Sicyon đã cố gắng để đoàn kết toàn bộ bán đảo Peloponnese. Khi nghe tin vua Leonidas II qua đời, Aratos bắt đầu tấn công thành phố Arcadia giáp với Achaea. Nhà tiểu sử học Plutarch nói rằng Aratos đã tiến hành các hoạt động để xem liệu Sparta có đứng vững được hay không.
Vào năm 229 trước Công nguyên, các thành phố Tegea, Mantinea, Caphyae và Orchomenus - những thành phố mà liên minh với liên minh Aetolia - chuyển sang phe Sparta. Các nhà sử học Polybius và Ngài William Smith cho rằng Cleomenes chiếm giữ các thành phố này nhờ việc lừa dối, tuy nhiên các tác giả về Sparta, như Plutarch và Richard Talbert, tuyên bố ông đã làm như vậy theo yêu cầu riêng của họ  Cuối năm đó, các Pháp quan phái Cleomenes tới chiếm Athenaeum, một pháo đài nằm ở biên giới với Megalopolis mà cả hai bên đang tranh chấp; Cleomenes chiêm đóng pháo đài và củng cố nó. Trong khi đó, Liên minh Achaea triệu tập một cuộc họp của Đại hội và tuyên chiến với Sparta [6] Để trả đũa cho việc chiếm pháo đài. Aratos đã tiến hành một cuộc tấn công đêm vào Tegea và Orchomenus nhưng khi người ủng hộ ông ở bên trong không thể giúp đỡ, ông hy vọng sẽ rút lui mà không bị chú ý.
Cleomenes phát hiện ra các âm mưu của cuộc tấn công đêm và gửi một lời nhắn đến Aratos hỏi mục đích của chuyến viễn chinh này. Aratos trả lời là ông đã đến để ngăn chặn Cleomenes chiếm đóng Athenaeum. 

## Cuộc chiến tranh Cleomenes
Cleomenes tiến về Arcadia trước khi được gọi trở lại bởi những giám quan. Khi Aratos chiếm Caphyae, các giám quan phái ông đi lần nữa. Ông đã tàn phá lãnh thổ của Argos với một đội quân 5.000 lính trước khi đương đầu với strategos mới của Liên minh Achaea, Aristomachos của Argos, và quân đội của ông bao gồm 20.000 bộ binh và 1000 kỵ binh tại Pallantium. Aratos, người đi cùng Aristomachos làm cố vấn, khuyên ông ta nên rút lui. Smith đồng ý với đánh giá của Aratos rằng 20.000 người Achaea sẽ không chống lại được 5.000 Sparta.
Thành công này khuyến khích Cleomenes rất nhiều và khi ông nghe nói rằng Aratos đã tấn công đồng minh của Sparta, Elis, ông được gửi tới đó để đối đầu với họ. Quân đội Sparta hủy diệt quân đội Achaean gần núi Lycaeum và truy kích nó. Aratos đã lợi dụng một tin đồn nói rằng ông đã bị giết trong cuộc chiến và chiếm lấy Mantinea. Lời bôi nhọ của ông đã làm giảm tinh thần chiến tranh của Sparta và họ bắt đầu chống lại nỗ lực chiến tranh Cleomenes.
Trong khi đó, vua của Sparta là Eudamidas III nhà Eurypond, con trai của Agis IV và Agiatis, qua đời. Cleomenes kêu gọi chú của ông, người đã bỏ chạy sau khi Agis bị hành quyết tới Messene, về nhận ngôi vua. Tuy nhiên, ngay khi ông ta trở về Sparta, ông ta bị ám sát  Sự tham gia của Cleomenes vào vụ ám sát này là không rõ, Polybius tuyên bố rằng ông ra lệnh tiến hành nó, nhưng Plutarch không đồng ý.
Ông đã hối lộ các giám quan để được phép tiếp tục tiến hành chiến tranh, Cleomenes tiến quân vào lãnh thổ Megalopolis và bắt đầu vây làng Leuctra. Vì Cleomenes đã bao vây ngôi làng, một đội quân Achaea dưới sự chỉ huy của Aratos tấn công người Sparta. Trong cuộc tấn công ban đầu, người Sparta đã bị đẩy lùi. Tuy nhiên, Lydiadas của Megalopolis, chỉ huy kỵ binh, bất tuân lệnh Aratos là không truy đuổi người Sparta. Vì lực lượng kỵ binh bị phân tán khi họ đang cố gắng để vượt qua một số địa hình khó khăn, đội quân trang bị nhẹ của Cleomenes đã cố gắng để đánh bại họ. Được khích lệ bằng cuộc phản công này, người Sparta tấn công vào bộ phận chính của quân đội Achaea và đè bẹp họ.
Tự tin của vị thế vững mạnh của mình, Cleomenes bắt đầu âm mưu chống lại các giám quan. Sau khi nhận được sự hỗ trợ từ cha dượng của mình, ông bắt tay với đối thủ của mình cùng ông ta trong một chuyến viễn chinh và khi họ yêu cầu để ở lại Arcadia do kiệt sức, ông trở về Sparta để thực hiện kế hoạch của mình. Khi ông đến thành phố, ông đã phái những người trung thành của mình để giết các pháp quan. Bốn trong số các pháp quan đã thiệt mạng, trong khi đó, người thứ năm,Agylaeos, đã cố gắng để trốn thoát và tìm nơi trú ẩn trong chỗ thiêng liêng của một ngôi đền.
Sau khi loại bỏ các pháp quan, Cleomenes bắt đầu những cải cách của ông. Đầu tiên, Ông giao nộp tất cả đất đai của ông cho nhà nước, sau đó sớm theo sau là cha dượng của ông và bạn bè của mình và phần còn lại của công dân cũng làm như vậy. Ông phân chia toàn bộ đất đai và bình đẳng cho mỗi người dân. Để tăng dân số người Sparta đang giảm sút, ông ban quyền công đân cho một số perioeci. Ông đã đào tạo 4.000 lính hoplite cùng với đó là khôi phục kỷ luật quân sự và xã hội cổ của người Sparta cũng như trang bị cho quân đội của mình với những ngọn giáo sarissa của Macedonia mà giúp tăng cường sức mạnh quân đội của ông lên rất nhiều.

## Thất bại và lưu đày
Năm 222 trước Công nguyên, Cleomenes đã bị đánh bại trong trận Sellasia bởi người Achaea, những người nhận được viện trợ quân sự từ Antigonos III Doson của Macedonia. Cleomenes rời bỏ Sparta và tìm nơi trú ẩn tại Alexandria với Ptolemaios Euergetes của Ai Cập, hy vọng nhận được giúp đỡ để lấy lại ngai vàng của mình.
Tuy nhiên, khi Ptolemaios mất, con trai và người kế nhiệm của ông, Ptolemaios Philopator thờ ơ với Cleomenes và cuối cùng quản thúc ông tại gia. Cùng với bạn bè của mình, ông thoát khỏi vụ bắt giữ ông tại nhà năm 219 trước Công nguyên và đã cố gắng để kích động một cuộc nổi dậy. Khi ông không nhận được sự hỗ trợ của dân cư Alexandria, ông tránh khỏi bị bắt giữ bằng việc tự sát.